# Anthanassa sopolis
Anthanassa sopolis är en fjärilsart som beskrevs av Frederick DuCane Godman och Osbert Salvin 1878. Anthanassa sopolis ingår i släktet Anthanassa och familjen praktfjärilar. Inga underarter finns listade i Catalogue of Life.